# 宮廷芭蕾
宮廷芭蕾是一種以舞蹈為主的音樂戲劇，通常由詩人、作曲家、編舞家們合作完成。表演形式為片段式的小型劇目或沙龍劇，結合了音樂、詩歌與舞蹈的美學。
芭蕾舞起源於十五、十六世紀文藝復興時期的義大利宮廷，並在凱薩琳·德·梅第奇的引領下傳入法國，逐漸發展為具有獨特風格的法國宮廷芭蕾。在路易十四統治時期，宮廷芭蕾在作曲家讓·巴蒂斯特·盧利的推動下達到巔峰，充分展現了巴洛克風格的藝術特色。

## 歷史發展
宮廷芭蕾的演出傳統可以追溯至亨利三世和路易十三的時代。亨利三世曾親自參與宮廷芭蕾的表演，而路易十三對舞蹈和音樂的熱愛更為強烈，他在位期間宮廷芭蕾舞劇盛行，自己也經常登台參演。到了路易十四時期，他更是以此作為塑造君主形象的重要工具之一，並親自出演多部宮廷芭蕾舞劇。在1651年至1659年間，路易十四共登台演出九齣舞劇，其對於舞蹈的愛好和演藝舞技被廣泛的記錄下來，同時也有助於他自身形象的樹立。自從1661年，路易十四甚至進一步開始參與和自己有關的劇本之撰寫或修改。
宮廷芭蕾、戲劇和歌劇通常在頌揚重大事件或盛大節日期間上演，觀眾以朝臣和來訪使節為主，當遇特殊活動時，觀眾人數往往更多。在表演開場時，皆會以抒情詩對國王進行讚頌。

## 重要人物
- 讓·巴蒂斯特·盧利

1653年，盧利作曲宮廷芭蕾舞劇〈皇家芭蕾夜宴〉，由年僅十四歲的路易十四飾演太陽神阿波羅，這場合作大獲成功。盧利在隨後幾年持續創作舞曲及宮廷芭蕾音樂，並與路易十四建立深厚的友誼，為他日後在法國音樂界的崛起奠定了堅實基礎。到了1660年代，盧利被公認為宮廷芭蕾的首席作曲家。主要因為1656年時受封為宮廷御用作曲家，擁有了自己的皇家管弦樂團，展開獨立創作。這鞏固了他在宮廷音樂界的領導地位。
1660年3月，在樞機主教馬薩林去世後，路易十四開始親自執政，不再設立首席大臣。在財政官員兼營造總監柯爾貝的協助下，法國宮廷有系統的資助文學與藝術，並成立舞蹈院（1661年）、科學院（1666年）等旨在推動藝術發展的學院機構。各類藝術皆交由特定官員掌管，任命了不少總監和主管。
而在音樂方面，包括宮廷芭蕾與歌劇，則皆由盧利一人覽下大權負責指導，推動了法國音樂與舞蹈的發展。